# Elina Born
Elina Born, estonska pevka, * 29. junij 1994, Lehtse, Estonija

## Kariera
Leta 2012 je Elina Born sodelovala v estonski oddaji Eesti otsib superstaari (Estonija išče superzvezdo). Prišla je do superfinala, v katerem se je uvrstila tik za Rasmusom Rändveejem. 
Elina Born je sodelovala na Eesti Laul 2013 s svojim prvim singlom »Enough«, ki sta ga napisala skupaj s Stigom Rästom in Fredom Kriegerjem. Prišla je vse do finala, v katerem je zasedla 8. mesto.
Elina Born se je s Stigom Rästo udeležila Eesti Laul 2015, ki ga je organizirala estonska televizijska hiša Eesti Rahvusringhääling (ERR). Nastopila sta v drugem polfinalu s pesmijo »Goodbye to Yesterday«, ki je potekal 14. februarja 2015. Napredovala sta v finale, ki je bil 21. februarja 2015, nato pa še v superfinale, v katerem sta zmagala in tako pridobila pravico za zastopanje Estonije na Pesmi Evrovizije 2015. Na Pesmi Evrovizije sta nastopila 19. maja v prvem predizboru, kjer sta zasedla 3. mesto s 105 točkami. V finalu sta zasedla 7. mesto s skupno 106 točkami.
Dve leti kasneje, leta 2017, se je Elina vrnila na Eesti Laul s pesmijo »In or Out«, ki so jo napisali Stig Rästa, Vallo Kikas in Fred Krieger. Uvrstila se je v finale in zasedla 10. mesto.

## Diskografija

### Studijski album
- »Elina Born« (2015)

### Pesmi
- »Enough« (2012)
- »Miss Calculation« (2013)
- »Mystery« (2014)
- »Goodbye to Yesterday« (skupaj s Stigom Rästo, 2015)
- »Kilimanjaro« (2015)
- »In or Out« (2017)
- »Jagatud Saladus« (skupaj s Jüri Pootsmann, 2018)
- »Tagasi Me« (2019)
- »Kordumatu« (2019)
- »Niiea« (2020)
- »Linnuteid« (2021)